# Mussaenda afzelioides
Mussaenda afzelioides är en måreväxtart som beskrevs av Herbert Fuller Wernham. Mussaenda afzelioides ingår i släktet Mussaenda och familjen måreväxter. Inga underarter finns listade i Catalogue of Life.